# Славата, Адам
Адам Славата (чеш. Adam Slavata; 1546 — 27 февраля или 29 марта 1616, Кутна-Гора, Чешское королевство) — чешский аристократ и крупный землевладелец из рода Слават из Хлума и Кошумберка, известный в первую очередь как отец Вилема Славаты, жертвы пражской дефенестрации.

## Биография
Адам Славата принадлежал к знатному чешскому роду, представители которого с XV века владели Хлумом и Кошумберком в северной Моравии. Он родился в 1546 году в семье Дивиша Вилема Славаты и его жены Элишки из Градца (дочери Адама I из Градца). После смерти отца в 1575 году Адам разделил семейные владения с братьями Йиндржихом, Альбрехтом и Захариашем и сделал своей резиденцией замок Честин, который перестроил в 1580—1585 годах в духе Ренессанса. Он был членом королевского совета, служил при дворе, в 1594—1601 годах был гетманом немецких ленов.
Из-за расточительного образа жизни Славата запутался в долгах и был вынужден начать продавать свои владения. В 1601 году он продал даже Честин, а в конце жизни остался с единственным скромным поместьем Рашовице. Славата умер в Кутна-Горе в 1616 году и был похоронен в местной церкви Святой Варвары.
Славата был женат дважды: на Доротее Курцбах фон Трахенберг (умерла в 1586) и на Сибилле Мансфельд. В первом браке родились:
- Михал (умер в 1636);
- Яхим (умер в 1630);
- Дивиш;
- Вилем (1572—1652), имперский граф с 1621 года, известный как жертва пражской дефенестрации[8];
- Эльжбета (Элишка; 1573—1605), жена Яна Йиндржиха из Жеротина.

Во втором браке родился сын Адам Готтхельф (1594—1640).